# معالجة العنف الأسري
تختلف معالجة العنف الأُسري بين المجتمعات، وتؤدي دورًا مهمًا في ضمان حقوق الضحايا ووقايتهم من التعرض للإيذاء مجددًا.
وتعتبر الاستجابة لمواجهة العنف المنزلي في بلدان العالم الغربي بشكل نموذجي جهدًا مشتركًا بين إنفاذ القانون والخدمات الاجتماعية والرعاية الصحية. فقد برز دور كل من هذه العوامل نظرًا لظهور العنف الأسري بكثرة في المشهد العام.
وتاريخيًا كان يُنظر إلى العنف المنزلي على أنه أمر عائلي خاص لا يحتاج إلى تدخل الحكومة أو العدالة الجنائية. وفي كثير من الأحيان، كان ضباط الشرطة يرفضون التدخل باعتقال الجاني، وكانوا بدلًا من ذلك في أغلب الأحيان يختارون ببساطة نصح الزوجين و/أو توجيه أحد الطرفين بترك المسكن لفترة من الزمن. كما أن المحاكم كانت لا ترغب في فرض أي عقوبات جادة على أولئك المدانين بارتكاب جرائم العنف المنزلي، وهذا في المقام الأول لأن هذه الجريمة كانت تعتبر جنحة.
أما وجهة النظر الحديثة في المدن الصناعية فتشير إلى أن العنف المنزلي ينبغي أن يعتبر قضية عامة، وينبغي أن يشارك في معالجته جميع السلطات الجنائية؛ كما أنه ينبغي التعامل مع واقعة العنف بجدية بمجرد الإبلاغ عنها.

## العلاج الوظيفي
قد يحتاج ضحايا العنف الأسري إلى علاج وظيفي ليصبحوا قادرين على المشاركة في العمل ومعالجة مهاراتهم المتضائلة بسبب الغياب المطول عن القوى العاملة. يعمل المعالجون الوظيفيون مع الأفراد لتطوير مهاراتهم اللازمة للحصول على العمل المطلوب وتنفيذ المهام اليومية بشكل جيد. يمكن للمعالجين تقديم خدماتهم من خلال العلاج المباشر أو غير المباشر، أو تقديم النصائح أو الجلسات الجماعية. قد يعملون مع ضحايا العنف الأسري وعائلاتهم في أماكن متنوعة مثل المستشفيات ومراكز إعادة تأهيل المرضى ذات الإقامة الداخلية أو الخارجية ومرافق الرعاية طويلة الأمد والمصّحات العقلية والمدارس والمنازل والملاجئ أو غيرها من المرافق الاجتماعية.
قد يتعامل المعالجون الوظيفيون في أي طريقة من طرق العلاج مع ضحايا العنف الأسري بما في ذلك الأفراد الذين لم يبلغوا أو يشتكوا من العنف وسوء المعاملة. يستطيع المعالجون الوظيفيون كشف أي معلومات تؤدي إلى الاشتباه بأحد بتهمة العنف أو تقوم بتحديد إساءة المعاملة التي حدثت. يتبع المعالجون الوظيفيون باعتبارهم متخصصين في الرعاية الصحية شروط تفويض الولاية للإبلاغ عن العنف وإساءة المعاملة. وقد يتعاملون في جلسات العلاج مع أشخاص اختاروا البقاء أو يجب عليهم الابتعاد عن علاقة عاطفية حدث فيها عنف أو إساءة المعاملة. قد يرى المعالجون المهنيون المرضى الذين يعانون من مضاعفات مرتبطة مباشرة بالعنف مثل الإصابات الجسدية بشكل شخصي. ومن ناحية أخرى قد يتم طلب خدمات العلاج الوظيفي في مواضيع مختلفة ولكن يتم علاج نتائج العنف بعد كشف المريض عن سوء المعاملة للطبيب المعالج.
قد تؤثر نتائج العنف الأسري على القدرة على أداء المهام اليومية. يساهم العلاج الوظيفي في الشفاء من خلال تمكين الضحايا من ابتكار أدوار جديدة وخلق روتين مُرضٍ ومنتِجٍ واكتساب الكفاءة الذاتية اللازمة للتغلب على آثار العنف الأسري. قد تتضمن تدخلات العلاج الوظيفي ما يلي:
- مهارات صنع القرار فيما يتعلق بفرص العمل.
- التدريب على مهارات المثابرة.
- التحكم بالتوتر وأساليب التهدئة واستراتيجيات التكيف.
- إدارة الوقت والمال.
- إدارة المنزل.
- التحرك في المجتمع.
- بناء المهارات الأبوية.
- بناء مهارات التواصل والتعامل مع الآخرين.
- تقدير الذات والكفاءة الذاتية.
- المشاركة الاجتماعية.
- تعديل نمط الحياة والالتزام بإجراءات صحية للرعاية الذاتية والنوم.

تركز طرق العلاج الوظيفية للأطفال المعرضين للعنف المنزلي على تعزيز المهارات التعليمية واللعب والمهارات الاجتماعية الملائمة لسن الأطفال لتسهيل النمو السليم والنجاح في الأنشطة المدرسية. قد يشمل ذلك أنشطة لتحسين التنظيم أو عادات الدراسة أو الاهتمام. وقد يستفيد المراهقون الذين شاهدوا أو عانوا من العنف الأسري من العلاج الوظيفي للعمل على تطوير العلاقات ومهارات الحياة وتعلم استراتيجيات التعامل مع المجتمع.

## الاستجابة الطبية
يمكن للمتخصصين الطبيين إحداث فرق في حياة أولئك الذين يتعرضون لاعتداء. فالعديد من حالات الاعتداءات الزوجية تتم معالجتها من جانب الأطباء بصورة فردية دون تدخل الشرطة. وفي بعض الأحيان، كان يتم استدعاء حالات العنف المنزلي إلى غرفة الطوارئ، بينما كان يعالج العديد من الحالات الأخرى طبيب الأسرة أو غيره من مقدمي الرعاية الأولية. كما أن الأطباء ذوي التخصصات الفرعية يلعبون أيضًا دورًا مهمًا بصورة متزايدة. فعلى سبيل المثال، يعتبر أطباء مرض فيروس نقص المناعة المكتسب مناسبين في القيام بدور مهم في معالجة أثر الاعتداء، وذلك من خلال الربط بين الاعتداء والإصابة بفيروس نقص المناعة المكتسب، هذا بالإضافة إلى علاقاتهم الطويلة الأمد التي تحدث غالبًا مع المرضى.
فالمتخصصون الطبيون في مكانة تسمح لهم بتمكين الأفراد وتقديم النصيحة وإحالتهم إلى مصادر تقديم الخدمة المناسبة. وبالرغم من ذلك، فإن متخصصي الرعاية الطبية لا يقومون دائمًا بهذا الدور، وذلك في ظل تقديم جودة غير متساوية من الرعاية، وفي بعض الحالات يكون لديهم سوء فهم حول العنف المنزلي.
ويشير واشا (1993) إلى أن العديد من الأطباء يفضلون عدم التدخل في الحياة «الخاصة» المتعلقة بالأفراد. وأما كليفتون وجاكوبس وتولوش (1996) فقد وجدوا أن تدريب الأطباء من الممارسين العموم في الولايات المتحدة على ما يتعلق بالعنف المنزلي كان محدودًا جدًا أو أنهم لم يتلقوا تدريبًا مطلقًا. وأما أبوت وويليامسون، فقد وجدا أن المعرفة المتعلقة بالعنف المنزلي واستيعابه يعد أمرًا محدودًا جدًا بين متخصصي الرعاية الصحية في مقاطعة ميدلاندز في المملكة المتحدة، كما أنهم لا يعتبرون أنفسهم قادرين على القيام بدور رئيسي في مساعدة النساء فيما يتعلق بالعنف المنزلي. علاوة على ذلك، فإنه في نموذج الطب الحيوي الخاص بالرعاية الصحية، يتم غالبًا معالجة الإصابات فقط وتشخيصها، بغض النظر عن أسباب حدوثها. وكذلك، فإن الضحايا لا يرغبون بشكل كبير في اتخاذ خطوات في هذا الخصوص ومناقشة القضية مع الأطباء الذين يباشرونهم. وفي المتوسط، تتعرض المرأة لنحو 35 واقعة عنف منزلي قبل البحث عن علاج.
وفي الولايات المتحدة، اعترف معهد الطب بقصور نظام الرعاية الصحية في تقريره لعام 2002، والذي أتى تحت عنوان «مواجهة الإهمال المزمن»، وقد نسب بعض المشكلات التي استشهد بها إلى نقص التدريب المناسب بين متخصصي الرعاية الصحية. ويقع على عاتق متخصصي الرعاية الصحية مسؤولية أخلاقية فيما يتعلق بإقرار التعرض للاعتداء ومعالجته لدى المرضى الذين يعالجونهم في أماكن الرعاية الصحية. على سبيل المثال، ينص قانون الأخلاق الطبية الخاص بالجمعية الطبية الأمريكية على أنه «نتيجة لانتشار العنف الأسري وتبعاته الطبية؛ ينبغي على الأطباء السؤال دوريًا عن مدى تعرض المريض لاعتداء بدني أو جنسي أو نفسي كجزء من تاريخ حالته المرضية. وينبغي أيضًا على الأطباء النظر بعين الاعتبار إلى الاعتداء في التشخيص التفريقي فيما يتعلق بعدد من الشكاوى الطبية؛ خاصة عند معالجة النساء.» 

### نموذج دولوث
في عام 1981، أصبح «مشروع دولوث للتدخل لمنع العنف المنزلي» أول برنامج متعدد التخصصات تم تصميمه لمعالجة مشكلة العنف المنزلي. وقد أُجريت هذه التجربة في دولوث، مينيسوتا ويشار إليها غالبًا باسم «مشروع دولوث»، وهذا نظرًا لأنها قامت واستمرت من خلال دعم مجتمع كامل.
وقد قام المشروع بالتنسيق بين الوكالات التي تتعامل مع حالات العنف المنزلي، إلى جانب جمع عناصر النظام المختلفة معًا، وذلك بداية من رجال الشرطة الموجودين في الشوارع، مرورًا بأماكن إيواء النساء المتعرضات للانتهاك، وانتهاءً بمراقبي السلوك الذين يراقبون سلوك المنتهكين.
وقد أصبح هذا البرنامج نموذجًا للسلطات المختصة الأخرى التي تسعى للتعامل بصورة أكثر فاعلية مع العنف المنزلي. وتقوم وكالات الإصلاح/مراقبة السلوك في العديد من المناطق بمراقبة المنتهكين فيما يتعلق بحالات العنف المنزلي عن كثب، وكذلك تبدي اهتمامًا كبيرًا بمتطلبات الضحية والأمور المتعلقة بسلامتها.
وقد ثارت حالة من الجدل نظرًا لأن إطار عمل مشروع دولوث يعتمد على نموذج «العنف الأبوي الحازم»، ويفترض أن جميع حوادث العنف في المنزل وغيره يكون الذكر فيها هو الجاني والأنثى هي الضحية. وتعتبر جميع البراهين على نجاح هذا النموذج محدودة، بالإضافة إلى تعرضه للنقد والتحليل من جانب أكاديميين.
يشار إلى أن العديد من الضحايا يتركون المعتدين عليهم إلى أن يعودوا مرة أخرى لانتهاكاتهم. فقد أظهر البحث أن أحد العوامل الرئيسية التي تساعد الضحية على تحقيق الاستقلال النهائي عن الطرف المعتدي هو قدرته أو قدرتها على الحصول على مساعدة قانونية. وقد حلل الاقتصاديون في مركز برينان للعدالة بيانات مكتب إحصاءات العدالة لتحديد سبب الانخفاض في الإبلاغ عن حالات اعتداء على الصعيد الوطني. وقد كشفت النتائج التي توصلوا إليها أن أحد العوامل المهمة وراء ذلك كان توفر الخدمات القانونية لمساعدة الضحايا المتعرضين للاعتداءات. وذكرت دراسة أخرى كبرى أجراها اقتصاديون في جامعة كولجيت وجامعة أركانساس ذكرت بشكل قاطع أن الخدمة العامة الوحيدة التي تقلل من حالات العنف المنزلي خلال مدة زمنية طويلة هي المساعدة القانونية. حيث يمكن للمساعدة القانونية توفير خطة حماية أساسية، ودعم الوضع الاقتصادي للأسرة من خلال دعم الطفل أو الزوجة، وتخفيف حدة المخاوف التي غرسها المعتدي حيال ما يتعلق بفقدان الحضانة، ومساعدة الضحايا في ضمان الحصول على المزايا الحكومية الضرورية.
ما قام به المجتمع من خلال استخدام منهج مشروع دولوث:
- رفع اللوم عن الضحية وتحميل المعتدي مسؤولية الاعتداء.
- وضعت الأنظمة الجنائية وأنظمة العدالة المدنية سياسات لتحميل المعتدين المسؤولية ولتوفير الحماية للضحية.
- الاعتماد على تجارب النساء المنتهكات وشكواهن لوضع السياسات المتعلقة بهذا الخصوص وتطويرها.
- توفير المجموعات التعليمية الحاصلة على إذن قضائي لتوجيه المنتهكين.
- مراجعة القضايا والسياسات الحالية ومناقشتها بشكل مستمر.

ويحظى برنامج التدخل لمنع العنف المنزلي بجهات تمويل فيدرالية وحكومية ومحلية لدعم أنشطته. ويسمح تمويل برنامج التدخل لمنع العنف المنزلي هذا باكتشاف إستراتيجيات للقضاء على العنف داخل المجتمعات في جميع أنحاء الولايات المتحدة وحول العالم.

### إنفاذ القانون
في فترة السبعينيات من القرن الماضي، كان يُعتقد بصورة واسعة أن الرد على المكالمات المتعلقة بالاضطرابات الأسرية يعتبر أخطر الأنواع بالنسبة لرجال الشرطة، والذين يصلون إلى موقف مشحون بدرجة عالية من الانفعالات. وقد اعتمد هذا التصور على إحصاءات مكتب المباحث الفيدرالية والتي ثبت عدم صحتها، وهذا حيث إنهم كانوا يجمعون جميع أنواع الاضطرابات معًا إلى جانب الاضطرابات الأسرية، وذلك مثل المشاجرات التي تقع بالحانات. وقد أظهرت الإحصاءات اللاحقة والتحليل عدم صحة هذا التصور.
وقد ساعدت الإحصاءات المتعلقة بحوادث العنف المنزلي، والتي تم نشرها في أواخر سبعينيات القرن الماضي، على زيادة الوعي العام تجاه المشكلة وزيادة النشاط في هذا الخصوص. وقد أظهرت دراسة نشرتها مؤسسة الشرطة في عام 1976 أن الشرطة تدخلت مرة واحدة على الأقل خلال العامين السابقين في 85% من حالات قتل الزوجات. وفي أواخر السبعينيات وأوائل الثمانينيات من القرن الماضي، طالبت ناشطات الحركة النسوية ومجموعات دعم النساء اللائي يتعرضن لانتهاكات الشرطة بالتعامل مع العنف المنزلي بجدية أكثر، فضلاً عن تغيير إستراتيجيات التدخل لمنعه. وفي بعض الحالات، كانت هذه المجموعات تقوم باتخاذ إجراء قانوني ضد إدارات الشرطة، بما في ذلك تلك الخاصة بكل من لوس أنجلوس وأوكلاند، كاليفورنيا ومدينة نيويورك، وذلك من أجل دفعهم على القيام باعتقال المعتدين في حالات العنف المنزلي. وكانت تزعم أن الشرطة تقلل من أولوية المكالمات المتعلقة بالاضطرابات الأسرية.
وفيما يتعلق بتجربة منيابولس حول العنف المنزلي، فإنها كانت دراسة أجراها لورانس دبليو شيرمان في الفترة ما بين عامي 1981 و1982 لتقييم مدى فاعلية مختلف الاستجابات الشرطية تجاه المكالمات المتعلقة بالعنف المنزلي في منيابولس، مينيسوتا، بما في ذلك إبعاد المعتدي لمدة ثماني ساعات، وتقديم النصيحة والوساطة بين المتنازعين، واعتقال الطرف المعتدي. وقد لوحظ أن اعتقال المعتدي كان أكثر الاستجابات الشرطية فاعليةً. وقد وجدت الدراسة أن الاعتقال قد قلل من معدل معاودة الاعتداء تجاه نفس الضحية خلال الأشهر الستة التالية للاعتداء إلى النصف. وقد جذبت نتائج الدراسة انتباه وسائل الإعلام بدرجة كبيرة، بما في ذلك صحيفة نيويورك تايمز والتغطيات الإخبارية التي تُقدم وقت ذروة المشاهدة على قنوات التلفزيون.
وقد استجاب العديد من إدارات الشرطة الأمريكية للدراسة، وذلك من خلال تبني سياسة الاعتقال الإجباري في قضايا العنف الزوجي التي يكون لها أسباب وجيهة. وبحلول عام 2005، سنّت 23 ولاية فضلاً عن مقاطعة كولومبيا الاعتقال الإجباري في حالات الاعتداء المنزلي، وذلك دون مذكرة، شريطة أن يكون لدى الضابط سبب وجيه لذلك، وبغض النظر عما إذا الضابط قد شاهد الجريمة أم لم يشاهدها. وقد أثّرت دراسة مينابولس أيضًا على السياسة التي تتبعها الدول الأخرى في هذا الخصوص، بما في ذلك نيوزيلندا، والتي تبنت سياسة مؤيدة للاعتقال في قضايا العنف المنزلي.
ومع ذلك، فقد تعرضت الدراسة للكثير من الانتقاد، وذلك بسبب المخاوف المتعلقة بمنهجيتها، بالإضافة إلى نتائجها. وقد قامت العديد من المدن الأخرى بالاقتداء بدراسة منيابولس بداية من عام 1986، حيث تضمنت بعض هذه الدراسات نتائج مختلفة؛ والتي تمثلت إحداها في حقيقة أن تأثير الردع المستنتَج في تجربة منيابولس كان محليًا بدرجة كبيرة. ففي دراسات الاقتداء، والتي كانت أوسع وذات منهجية معبرة في حجمها ونطاقها على حد سواء، اتضح أن الاعتقال يساعد على المدى القصير في بعض الحالات، إلا أن الذين تعرضوا للاعتقال عانوا من ضعف معدل العنف على مدار عام واحد.
ولم يدرك متخصصو علم الجريمة بصورة تامة أسباب عدم استمرار آثار الردع بمرور الوقت. ولكنهم افترضوا أن المعتدين أصحاب الوظائف، والذين لديهم علاقات بالمجتمع، يمكن أن يخافوا في بادئ الأمر من التعرض للعقاب، وهذا بالرغم من أن العديد من الحالات لا تتم معالجتها من خلال إجراءات العدالة الجنائية فحسب. وإذا كانت الضحية غير متعاونة خلال التحقيق، فإن المدعي قد يفضل عدم مواصلة القضية. وإذا تمت مواصلة القضية من خلال نظام العدالة الجنائية، فإن الحكم الصادر في بعض الأحيان يكون طفيفًا. ونتيجة لذلك، قد يقل أي خوف لدى المعتدي من التعرض للعقاب.
هذا وتتمتع كل هيئة وسلطة اختصاصية داخل الولايات المتحدة بإجراءات عمل موحدة (SOP) خاصة بها، وذلك إذا تعلق الأمر بالاستجابة للمكالمات المتعلقة بالعنف المنزلي ومعالجته. ومن المقبول بصفة عامة أنه إذا كانت الضحية تعاني من علامات واضحة (وحديثة) تظهر الاعتداء والإساءة، فإنه يتم اعتقال المشتبه فيه واتهامه بارتكاب الجريمة المناسبة في هذا الخصوص. ومع ذلك، فإن هذا يعتبر مبدأً توجيهيًا وليس حكمًا. ومثل أي نوع من مكالمات طلب المساعدة الأخرى، فإن العنف المنزلي يعتبر أمرًا غامضًا. وينبغي على موظفي إنفاذ القانون، عند إصدار مذكرة اعتقال دون إذن قضائي، الوضع في الاعتبار العديد من الأشياء التي تتمثل في:
- هل توجد آثار اعتداء جسدي؟
- هل كان هناك شهود؟
- هل الاعتداء وقع حديثًا؟
- هل تعرضت الضحية للاعتداء من قبل المشتبه فيه المزعوم؟
- من الذي بدأ بالاعتداء؟
- هل يمكن أن تكون الضحية كاذبة؟
- هل يمكن أن يكون المشتبه فيه كاذبًا؟

ينبغي على موظفي إنفاذ القانون، بالإضافة إلى حماية الضحية، ضمان عدم انتهاك حقوق المعتدي المزعوم. وفي العديد من قضايا المشاجرة المتبادلة، تطالب السياسات الإدارية باعتقال الطرفين، ثم يمكن للنظام القضائي فيما بعد بيان حقيقة الوضع. وفي بعض مناطق الوطن، يتم استبدال فلسفة الاعتداء المتبادل بفلسفة المسؤول الأول عن الاعتداء، حيث إنه في هذه الحالات إذا كان الطرفان مصابين بإصابات جسدية، فإن موظف إنفاذ القانون يحدد من بدأ بالاعتداء ثم يعتقله هو فقط. وقد بدأت هذه الفلسفة في كسب زخم كبير، وذلك عندما بدأت الحكومات/الهيئات المختلفة في إجراء أبحاث على الآثار. فقد اكتُشف أنه عندما يتم اعتقال الطرفين، يكون لهذا مردود عكسي على الضحية. كما أن الضحايا كانوا أقل رغبة في طلب موظفي إنفاذ القانون أو الوثوق بهم في الحالة التالية من وقوع الاعتداء الأسري.[بحاجة لرقم الصفحة]
في إسبانيا وفي عام 2004، أسس «القانون التأسيسي لإجراءات الحماية المتكاملة ضد العنف الجنساني» محاكم «العنف ضد المرأة». ويمكن أن تسمح المحاكم الإسبانية بالاستماع للقضية في سرية، إلى جانب عدم نشر وقائع المحاكمة للعامة، كما يمكن أن تطالب الشخص المتهم بارتكاب جريمة العنف الجنساني بترك مسكن الزوجية الذي يشاركه مع ضحيته، ويمكن أن تعلق حق المسؤول المزعوم عن ارتكاب أعمال العنف الجنساني عن ممارسة سلطة الرعاية الأبوية، أو أن تعلق حضانته أو وصايته المتعلقة بالقُصّر الذين اختُص برعايتهم، ويمكنها أيضًا إصدار أمر بتعليق حق حيازة الأسلحة.
وقد أُعلن في 13 أبريل عام 2011 أن جميع وقائع القتل الناتجة عن أعمال الاعتداء الأسري في إنجلترا وويلز ستخضع لمراجعة من قبل هيئات متعددة، تتضمن هيئات الشرطة والخدمات الصحية والسلطات المحلية وجهات مراقبة السلوك والمجموعات المتطوعة والكيانات الأخرى المرتبطة بالضحية. وقد أشار مدير الادعاءات العامة كير سترمر إلى أن الاستبيان أظهر أن الشابات بين سنّ السادسة عشر والتاسعة عشر يتعرضن لمستوى خطورة مرتفع من الاعتداء الأسري، حيث يقول: «إن هذا يوضح أنه ربما يكون هناك جيل قادم من العنف المنزلي يتحين الفرصة المناسبة للظهور. إن العنف المنزلي يعتبر خطيرًا ومؤذيًا. فهو يدمر الحياة ويفتت الأسر ويكون له تأثير مستمر.» يشار إلى أنه لا توجد في إنجلترا وويلز تهمة محددة للعنف المنزلي، ولكن يتم نظر القضايا في ظل القوانين المعمول بها بصفة عامة. ومع ذلك، فإنه إذا حدثت واقعة اعتداء في إطار أسري، فإن عوامل الخطورة المحددة تظهر بصورة عامة.

### تقديم الاستشارات للأفراد المتضررين
ينبغي على المستشارين والمعالجين تقييم كل عميل يرتبط بعنف منزلي (كلٌ من المتعرض للعنف ومرتكبه)، وهذا يكون حسب مدى العنف الذي يُرتكب في العلاقات وانتشاره. فإذا رأى الطبيب زوجين يرغبان في الحصول على استشارة زوجية، فينبغي إجراء هذا التقييم مع كل فرد بصورة خاصة خلال المقابلة الأولية، وذلك من أجل زيادة شعور الضحية بالأمان عند كشفه عن واقعة العنف المنزلي الحادثة في العلاقة. وبالإضافة إلى تحديد ما إذا كان العنف المنزلي موجودًا من عدمه، ينبغي على المستشارين والمعالجين أيضًا التمييز بين المواقف التي يعتبر التعدي فيها حادثة واحدة فردية وبين تلك التي تعتبر نمطًا مستمرًا من أجل فرض السيطرة. ومع ذلك، ينبغي على المعالج أن يدرك أن العنف المنزلي يمكن أن يقع حتى في حالة وجود حادثة واحدة مادية فقط، وذلك نظرًا لأن الاعتداء الانفعالي/اللفظي والاقتصادي والجنسي يمكن أن يكون مخادعًا بصورة أكثر.
وهناك نقطة أخرى من النقاط المهمة المتعلقة بتقييم العملاء الذين تعرضوا لحالات عنف منزلي تكمن في التعريفات المختلفة للاعتداء؛ فقد يختلف تعريف المعالج عن تعريف العميل، كما أن الانتباه بشدة لطريقة وصف العملاء لتجاربهم يعتبر أمرًا شديد الأهمية في وضع خطط العلاج الفعّالة. وينبغي على المعالج تحديد ما إذا كان من المصلحة المثلى للعميل توضيح أن بعض السلوكيات (مثل الاعتداء الانفعالي) تُعتبر حالة من من حالات العنف المنزلي من عدمه، حتى إذا لم يكن العميل يعتبرها كذلك في السابق.
وإذا ما أصبح جليًا للمعالج أن هناك عنفًا منزليًا في علاقة العميل، فيمكن للطبيب استعمال العديد من البيانات التي ظهر أنها فعّالة في بناء علاقة حميمية والتدخل الفوري في الأزمة مع العملاء. أولًا، من الضروري أن يصدق المعالج قصة الضحية وأن يقر بأحاسيسها. ومن الموصى به أن يقدر المعالج قيام الضحية بمخاطرة كشف هذه المعلومات، وأن يطمئنه بتوضيح أن أي أنفعالات متضاربة قد تنتابه تعد أمرًا طبيعيًا. وينبغي على المعالج أن يؤكد له أن الاعتداء الذي تعرض له ليس خطأه، ولكن عليه أن يحتفظ بانفعالات التردد في الذهن وأن يمتنع عن إلقاء اللوم على شريكه أو إخباره بما ينبغي عليه فعله. فمن غير المنطقي أن يتوقع المعالج أن الضحية قد تترك الجاني بمفرده لأنها كشفت عن الاعتداء، وينبغي أن يحترم المعالج استقلالية الضحية، وأن يسمح لها باتخاذ القرارت الخاصة بها فيما يتعلق بإنهاء العلاقة. وفي نهاية الأمر، ينبغي على المعالج استطلاع الخيارات مع العميل (مثل الإقامة في مأوى، التدخل الشرطي، وغير ذلك) من أجل دعم التزامه بحماية رفاهية وسعادة العميل.

#### تقييم الفتك
يعتبر تقييم الفتك أداة يمكن أن تساعد في تحديد أفضل مسار علاجي للعميل، وهذا علاوة على مساعدته على إدراك السلوكيات الخطرة والاعتداءات الضمنية غير الواضحة في علاقاته. وفي دراسة متعلقة بضحايا محاولات القتل المرتبطة بالعنف المنزلي، لاحظ نصف المشاركين فقط أن الجناة كانوا قادرين على قتلهم، حيث إن العديد من ضحايا العنف المنزلي يقللون من الخطورة الحقيقية لموقفهم. ومن ثمّ، يعتبر تقييم الفتك خطوة أولى ضرورية في تقييم مدى خطورة موقف الضحية.

#### خطة السلامة
تسمح خطة السلامة للضحية بالتخطيط للمواقف الخطرة التي يمكن أن تواجهها، كما أنها تعتبر فعّالة بغض النظر عن قرارها المتعلق ببقائها مع الجاني من عدمه. وتبدأ عادة خطة السلامة بتحديد مسار التصرف إذا وقعت حادثة حادة في المنزل مرة أخرى. وينبغي أن يُمنح الضحايا إستراتيجيات لضمان سلامتهم، مثل تجنب المواجهات في الغرف التي تتضمن مخرجًا واحدًا فقط، وتجنب غرف معينة تحتوي على العديد من الأسلحة المحتملة (مثل المطابخ، الحمامات، وغير ذلك).

### تقديم النصح للمعتدين
إن الغاية الرئيسية من تقديم العلاج للمعتدين في حالات العنف المنزلي تكمن في تقليل خطورة قيام المعتدين بالعنف المنزلي في المستقبل، سواء أكان ذلك في نفس العلاقة أم في علاقة جديدة. ينبغي أن تركز معالجة المعتدين على تقليل مخاطر تعرض الضحية للخطر، وينبغي أن تخضع المعالجة للتعديل بناء على تاريخ المعتدي، والتعرض لخطورة تكرار الاعتداء، والاحتياجات المتعلقة بمعالجة أسباب السلوك الإجرامي. إن غالبية برامج معالجة المعتدين تستغرق ما بين 24 إلى 36 أسبوعًا، وتُجرى في أماكن للمجموعات، وذلك مع مجموعات لا يتجاوز عددها 12 مشاركًا.
كما يتم وضع معايير تتعلق بأن تكون المجموعات محددة بجنس معين (المعتدون الذكور فقط أو المعتديات الإناث فقط). وقد اتضح أن مرتكبي جرائم العنف المنزلي يحافظون على واجهة اجتماعية مقبولة لإخفاء السلوك الإجرامي، ولذلك يعتبر تحمل المسؤولية نقطة التركيز الموصى بها في برامج معالجة هؤلاء المعتدين. ويقترن إكمال المعالجة الناجحة بصورة عامة بالسنّ المتقدم ومستويات التعليم العالي، فضلاً عن حالات الإبلاغ القليلة فيما يتعلق بتناول المخدرات، والتواريخ الجنائية غير المشتملة على وقائع عنف، والعلاقات الحميمية الطويلة  إن إدارة الغضب وحدها لم يثبت أنها فعّالة في معالجة مرتكبي جرائم العنف المنزلي، وذلك نظرًا لأن هذا النوع من العنف يعتمد على النفوذ والسيطرة، وليس على مشكلات تنظيم ردود الأفعال الغاضبة.
ويُوصى بالاعتماد على إدارة الغضب كجزء من منهج معالجة مرتكبي جرائم العنف المنزلي، والذي يعتمد على تحمل المسؤولية، بالإضافة إلى موضوعات مثل إدراك أنماط السلوك المؤذي وإعادة هيكلة مهارات التواصل. وتتضمن عملية معالجة مرتكبي العنف المنزلي أكثر من مجرد التوقف عن ممارسة السلوك المؤذي؛ حيث تتطلب أيضًا قدرًا كبيرًا من التغيير الشخصي وبناء تصور عن الذات منفصل عن السلوك السابق، في الوقت الذي يظل المجرم فيه مسؤولًا عن جرائمه. كما ينبغي معالجة المشكلات ذات الصلة كجزء من معالجة مرتكبي جرائم العنف المنزلي، مثل المشكلات المتعلقة بإساءة تناول المخدرات أو الأمراض العقلية الأخرى.

### الوقاية والتدخل
يوجد العديد من المنظمات المجتمعية التي تعمل على منع العنف المنزلي من خلال توفير مأوى آمن وبرامج التدخل لعلاج الأزمات والدعم والتعليم والوقاية. ويمكن أن تصبح مراقبة المجتمع للعنف المنزلي نظامية بصورة أكبر، وذلك في حالات الاعتداء على الحيوانات وأماكن الرعاية الصحية وإدارات الطوارئ وأماكن الصحة السلوكية وأنظمة المحاكم. ولا تزال هناك أدوات يتم تطويرها وطرحها لتسهيل مراقبة العنف المنزلي مثل تطبيقات أجهزة الهاتف المحمول التي تم تصميمها في هذا الخصوص.